# Djursholms samskola
Dagens verksamhet i skolbyggnaden beskrivs i Viktor Rydberg Gymnasium.
Djursholms samskola var ett läroverk och gymnasieskola belägen i villaförorten Djursholm i Danderyds kommun, strax norr om Stockholm. Den grundades år 1891 och drevs fram till 1982.

## Skolans historia
Skolans äldre historia är starkt sammankopplad med de samhällsideal som präglade ortens första tid. Djursholm grundades som ett modernt förortssamhälle år 1889. Begreppet samskola betyder att skolan var öppen för både pojkar och flickor, vilket vid den tiden var ovanligt vid utbildningar över folkskolenivån. Orten kunde därmed ge sina ungdomar en fullständig skolundervisning ända fram till studentexamen.
Djursholms samskola var ett privat initiativ. En av grundarna och skolans första rektor var professorn och den liberale politikern Johan Bergman. Han drev den första tiden skolan med hjälp av skolavgifter och donationer samt stöd från Djursholms aktiebolag, som hade ansvar för många av samhällsfunktionerna under villastadens uppväxt, och även lät bygga skolbyggnaden från 1910. År 1913 blev Djursholms köping, senare Djursholms stad huvudman, och med det kommunala ägandet drevs skolan till 1966 som en statsunderstödd privatskola.
Många av den tidens främsta kulturpersonligheter var verksamma vid skolan. Skolans förste inspektor var författaren Viktor Rydberg. Författaren och nobelpristagaren Erik Axel Karlfeldt, visdiktaren Alice Tegnér, konstnären Elsa Beskow samt hennes make, teologen och författaren Natanael Beskow, verkade också som lärare i Djursholms samskola. Natanael Beskow blev skolans rektor år 1897.
Samskolan hade först sina lokaler i Djursholms slott. Första året hade skolan sammanlagt 27 elever i olika åldrar.
Skolan hade inledningsvis inte rätt att utfärda studentexamen. De första studenterna från Djursholms samskola, tre flickor och två pojkar, fick därför avlägga sin examen som privatister vid Almquistska samskolan i Stockholm. Det skedde den 21 maj 1906. Året därpå, den 18 januari 1907, fick skolans dåvarande föreståndare och rektor Natanael Beskow genom ett kungligt beslut rätt att utfärda studentexamen. Djursholms samskolas första studenter, två flickor och en pojke, avlade sin examen den 22 maj 1907. Därefter hade skolan rätt att examinera studenter till dess att studentexamen avskaffades i Sverige.
Samskolan upphörde som gymnasium 1982, i samband med att Danderyds kommun öppnade en ny central gymnasieskola, Danderyds gymnasium, strax norr om Danderyds kyrka. Därefter, till 2004, var Djursholms samskola en kommunal högstadieskola. Nu hyr kommunen ut den gamla skolbyggnaden till stiftelsen Viktor Rydbergs skolor, som har gymnasium och högstadium där.

Djursholms samskola, oktober 2019.

## G A Nilssons skolbyggnad

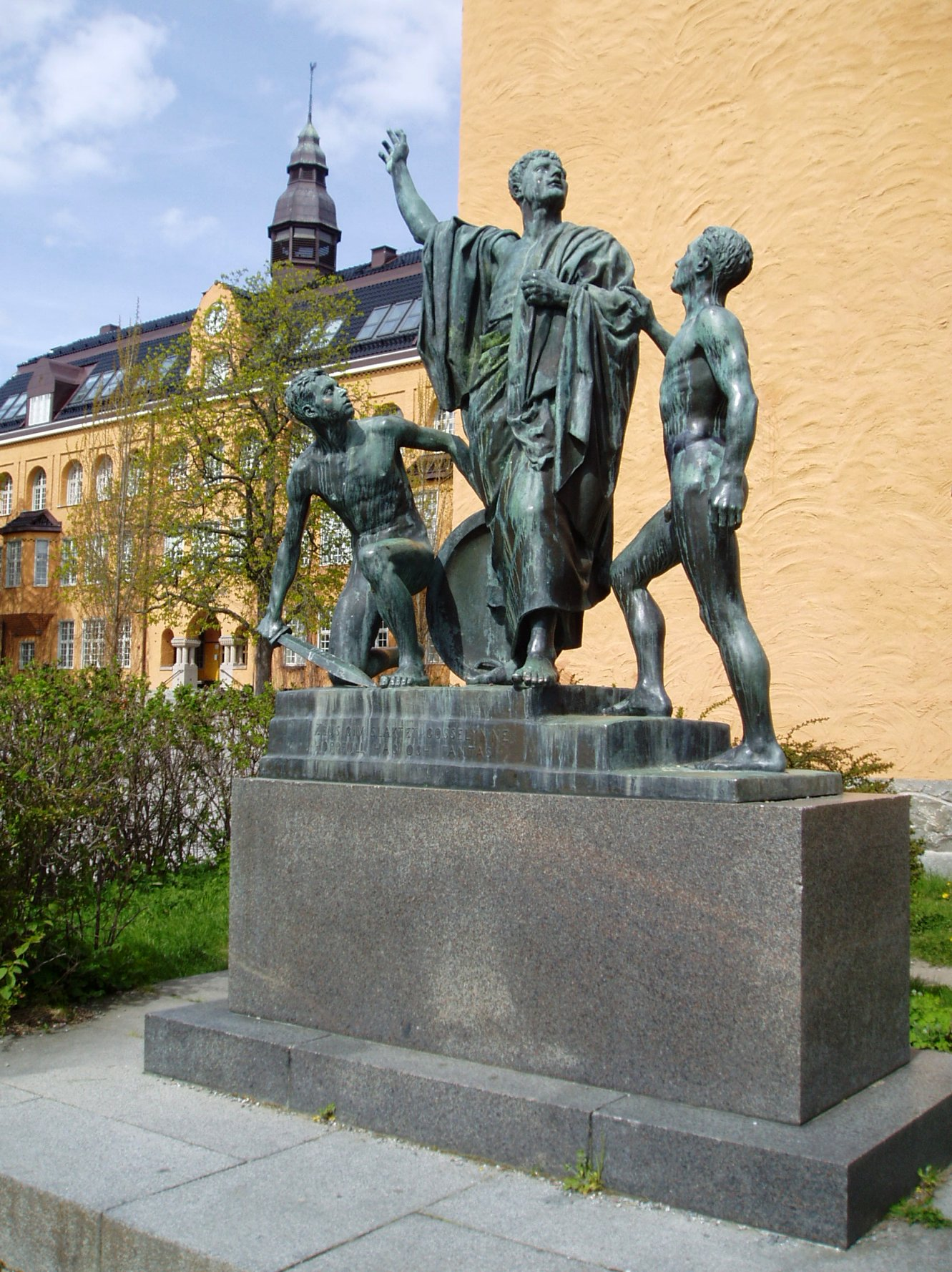
Staty vid skolan, figuren i mitten föreställer guden Zeus.

Elevantalet växte och med tiden blev lokalerna i slottet alltför begränsande, även om skolan även hyrde lokaler i slottets flyglar. År 1907 utreddes två alternativ - ett där det skulle byggas nya skolutrymmen i anslutning till slottet, och ett som innebar att det skulle uppföras en ny skolbyggnad på en höjd väster om slottet. 
Djursholm AB och kommunalfullmäktige beslutade enligt det senare alternativet och gav arkitekten Georg Alfred Nilsson uppdraget att rita skolan. som var kostnadsberäknad till 500 000 kronor plus mark. Då hade skolan ungefär 400 elever.
Inflyttningen skedde den 20 oktober 1910 och invigningen ägde rum den 13 november samma år. Skolan bestod då bland annat av 50 skolsalar och 20 mindre rum, samt en aula, ett växthus och ett observatorium. Delar av lokalerna hyrdes under några år ut till en musikskola. En tillbyggnad med gymnastiksal uppfördes i slutet av 1920-talet, även den efter ritningar av G A Nilsson.

## Observatoriet

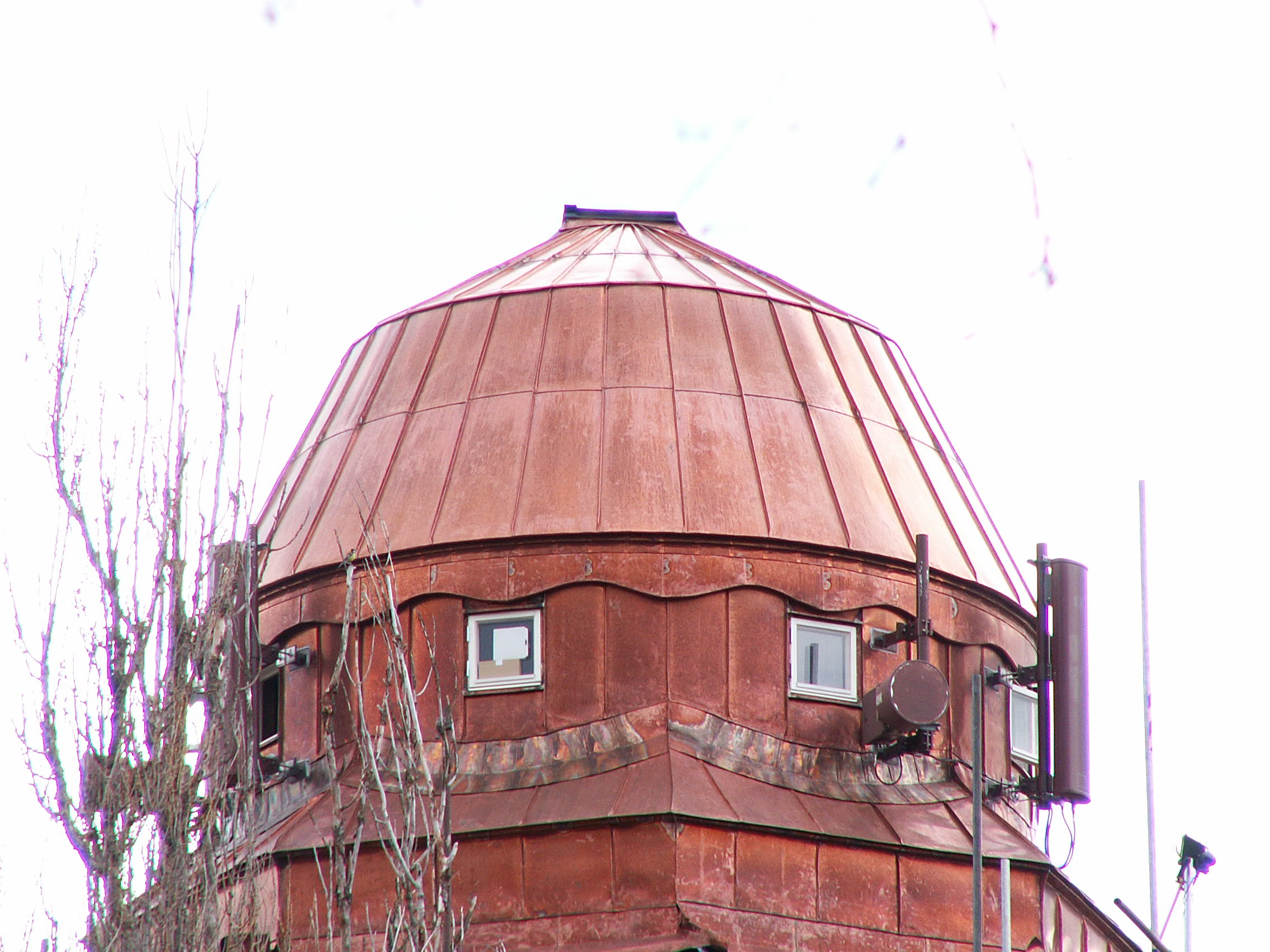
Djursholms samskolas observatorium maj 2005

I skolans västra torn är Djursholms samskolas observatorium inrymt. Det är en av områdets högsta punkter. Från mitten på 1960-talet höll en amatörastronomisk förening till där och var livaktig. Ursprungligen hette klubben Djursholms Samskolas Astronomiska Klubb, DSAK men ändrades omkring 1969 till Djursholms Astronomiska Klubb, DAK. Klubben var mycket livaktig under 1970-talet och ordnade bl.a. några solförmörkelseresor för medlemmar och andra intresserade.
Skolans dåvarande rektor och matematikintresserade Jan Unenge (levde 1929–2003), tog initiativ till inköp av nya instrument som beställdes från Schweiz och levererades omkring 1973. Projektet stannade av och något år senare slutfördes det av klubbens medlemmar utan bidrag.

## Alumni i urval
Mall:Källor urval
- Anna Kinberg Batra
- Anna Martling
- Jakob Dahlin
- Staffan Scheja